# Диффузионные модели динамики краткосрочной ставки
Диффузионная модель динамики краткосрочной ставки в финансовой математике — математическая модель описания динамики так называемой краткосрочной ставки (спот-ставки, мгновенной ставки) в форме  стохастического дифференциального уравнения диффузионного типа. Семейство моделей процентных ставок очень разнообразно, в него входят однофакторные (модели спот-ставки) и многофакторные модели.
Однофакторная модель краткосрочной ставки имеет следующий общий вид:
{\displaystyle dr_{t}=a(t,r_{t})dt+b(t,r_{t})dW_{t}}
где {\displaystyle W_{t}} — винеровский процесс
Предполагая, что модель задана в так называемой  риск-нейтральной мере из соображений безарбитражности можно показать, что модель спот-ставки однозначно определяет всю кривую доходности (при заданном значении спот-ставки) исходя из формулы определения стоимости  дисконтной облигации в риск-нейтральной мере:
{\displaystyle P(t,T)=\mathbb {E} _{t}^{\mathbb {Q} }(e^{-\int _{t}^{T}r_{u}du})}
В случае однофакторных моделей эволюция кривой доходности ограничивается чаще всего в первую очередь существенными изменениями короткого участка кривой при относительной стабильности на длинных сроках. При этом кривая может быть как нормальной формы, так и инвертированной. Двухфакторные модели, описывающие короткую и длинную ставки, позволяют более гибко моделировать изменения кривой. Дальнейшее увеличение количества факторов увеличивает число степеней свободы кривой доходности.
Количество факторов, которые можно включать в модель, не ограничено, но из практических соображений обычно используют не более десяти факторов.
Модели форвардной кривой доходности обобщают многофакторные модели, поскольку в рамках одного уравнения описывают эволюцию всей кривой доходности. К форвардным относятся HJM и Libor Market Model.

## Базовые модели без ограничений на безарбитражность

### Нестационарные модели (без возврата к среднему)

#### Модель Мертона
Это простейшая модель, предложенная Мертоном в 1973 г., в котором a и b являются постоянными величинами:
{\displaystyle dr_{t}=\alpha dt+\sigma dW_{t}}
Модель допускает возможность отрицательных ставок.

#### Модель Дотана (Рэндлмана-Бартера)
В данной модели a и b пропорциональны значению процентной ставки, то есть используется геометрическое броуновское движение, а значит исключаются отрицательные процентные ставки:
{\displaystyle dr_{t}=\alpha r_{t}dt+\sigma r_{t}dW_{t}}

### Стационарные модели (с возвратом к среднему)

#### Модель Васичека
Модель предложена Васичеком в 1977 году. В рамках данной модели, предполагается, что процентная ставка колеблется вокруг некоторого среднего уровня:
{\displaystyle dr_{t}=\kappa (\theta -r_{t})dt+\sigma dW_{t}}
Средний уровень процентной ставки здесь равен {\displaystyle \theta }. Коэффициент {\displaystyle \kappa } характеризует темп возврата к среднему уровню. 
В модели Васичека волатильность ставки не зависит от текущего значения ставки. Кроме того, теоретически модель Васичека допускает отрицательные ставки.

#### Модель Кокса-Ингерсола-Росса
Данная модель является развитием модели Васичека в направлении учета зависимости волатильности от ставки. В данном случае волатильность пропорциональна квадратному корню из ставки:
{\displaystyle dr_{t}=\kappa (\theta -r_{t})dt+\sigma {\sqrt {r_{t}}}dW_{t}}

## Безарбитражные модели
Приведенные выше модели в общем случае (без дополнительных ограничений на параметры, на их взаимосвязь) не являются безарбитражными. Безарбитражные модели спот-ставки основаны на HJM-подходе к моделированию форвардных ставок, из которого следует определенная форма зависимости между трендовой составляющей и стохастической, а также необходимость калибровки некоторых параметров под текущую  кривую доходности.

### Гауссовские (нормальные) модели

#### Модель Хо-Ли
Данную модель можно получить из HJM-модели динамики форвардных ставок, если предположить постоянную во времени дисперсию форвардной ставки. В этом случае динамика спот-ставки будет удовлетворять следующему стохастическому дифференциальному уравнению 
{\displaystyle dr_{t}=\theta _{t}dt+\sigma dW_{t}}
где {\displaystyle \theta _{t}=\partial _{t}f(0,t)+\sigma ^{2}t}, где {\displaystyle f(0,t)} функция мгновенной форвардной ставки от срочности в нулевой момент времени (характеристика начальной кривой доходности)

#### Модель Халла-Уайта
Моделью Халла-Уайта называют несколько разных моделей. Одна из версий модели представляет собой безарбитражнжую расширенную модель Васичека, где параметр среднего уровня ставок меняется во времени в соответствии с начальной кривой доходности. 
{\displaystyle dr_{t}=\kappa (\theta _{t}-r_{t})dt+\sigma dW_{t}}
где {\displaystyle \theta _{t}=f(0,t)+{\partial _{t}f(0,t) \over \kappa }+{{\sigma }^{2} \over {2{\kappa }^{2}}}(1-e^{-2\kappa t})}

### Негауссовские (логнормальные и др.) модели

#### Модель Блэка-Дэрмана-Тоя
{\displaystyle d\ln(r)=[\theta _{t}+{\frac {\sigma '_{t}}{\sigma _{t}}}\ln(r)]dt+\sigma _{t}\,dW_{t}}

#### Модель Блэка-Карасинского
Модель предложена в 1991 году
{\displaystyle dr=r_{t}(\alpha _{t}-\beta _{t}\ln r_{t})dt+\sigma _{t}r_{t}dW_{t}}

#### Модель Зандмана-Зондермана
Модель предложена в 1993 году:
{\displaystyle di=i_{t}(\alpha _{t}dt+\sigma _{t}dW_{t})~,~~r=\ln(1+i)}

## Многофакторные модели

### Модель Лонгстаффа-Шварца
Модель предполагает, что краткосрочная ставка представляет собой сумму двух независимых случайных процесса, удовлетворяющих CIR-модели

### Модель Чена
В данной модели, предложенной в 1995 году, предполагается что коэффициенты базовой диффузионной модели являются также случайными процессами диффузионного типа:
{\displaystyle dr_{t}=(\alpha _{t}-r_{t})dt+{\sqrt {\sigma _{t}r_{t}}}dW_{t}^{r}}
{\displaystyle d\alpha _{t}=(\alpha -\alpha _{t})dt+{\sqrt {\alpha _{t}}}dW_{t}^{\alpha }}
{\displaystyle d\sigma _{t}=(\sigma -\sigma _{t})dt+{\sqrt {\sigma _{t}}}dW_{t}^{\sigma }}
где {\displaystyle W_{t}^{r},W_{t}^{\alpha },W_{t}^{\sigma }} — независимые винеровские процессы. Таким образом, модель является трехфакторной.

## Модель Шмидта
Модель предложена в 1997 году и является обобщением многих других моделей и представляется в «явном» виде:
{\displaystyle r_{t}=F(f_{t}+g_{t}W_{T_{t}})}
{\displaystyle T_{t}~,F(x)~,f_{t}~,g_{t}} — непрерывные функции, причем за исключением {\displaystyle f_{t}} — неотрицательные.